# Щербина, Владимир Васильевич
Владимир Васильевич Щербина (укр. Володимир Васильович Щербина; род. 6 октября 1929 года, село Новое Мисто — 17 февраля 2022) — председатель колхоза «Прогресс» Бродовского района Львовской области, Украинская ССР. Герой Социалистического Труда (1973).

## Биография
Родился в 1929 году в многодетной семье государственных служащих в селе Новое Мисто. После окончания Великой Отечественной войны вместе с родителями переехал в Львовскую область. Обучался во Львовском горном техникуме, Луцком педагогическом институте. С 1948 года — учитель неполной средней школы в Бродовском районе, учитель Гумниской неполной средней школы Бусского района, директор Боложиновской неполной средней школы, директор Чаныжской неполной средней школы Бусского района. Член КПСС.
С середины 1950-х годов — председатель колхоза в селе Чаныж Бусского района, с 1964 года — председатель колхоза «Прогресс» Бродовского района в селе Гаи.
Вывел колхоз в число передовых сельскохозяйственных предприятий Львовской области. Указом Президиума Верховного Совета СССР от 6 сентября 1973 года «за большие успехи, достигнутые во Всесоюзном социалистическом соревновании и проявленную трудовую доблесть в выполнении принятых обязательств по увеличению производства и заготовок продукции животноводства в зимний период 1972—1973 гг.» удостоен звания Героя Социалистического Труда с вручением ордена Ленина и золотой медали «Серп и Молот».
После выхода на пенсию проживал в городе Броды Львовской области. Умер 17 февраля 2022 года.
Награды
- Герой Социалистического Труда
- Орден Ленина — трижды
- Медаль «В ознаменование 100-летия со дня рождения Владимира Ильича Ленина»